# Calea Ferată din Moldova
Întreprinderea de Stat „Calea Ferată din Moldova” (abreviat CFM) este compania națională de transport feroviar a Republicii Moldova. CFM administrează infrastructura, transportul de călători și marfă pe calea ferată din Republica Moldova. CFM este succesoarea MJD, o subdiviziune a Căilor Ferate din Imperiul Rus, România Regală și din Uniunea Sovietică. 
Teritoriul Republicii Moldova este străbătut de coridorul multimodal IX: Helsinki – Sankt Petersburg – Moscova – Kiev – Chișinău – București – Dimitrovgrad – Alexandroupolis. Sectorul Cuciurgan (Ucraina) – Novosavițcaia – Tighina – Chișinău – Ungheni – Cristești (România), coincide cu linia de cale ferată E 95 a părții moldave a „Acordului european cu privire la cele mai importante linii feroviare magistrale internaționale” (AGC).
După numărul de angajați, Calea Ferată din Moldova este cea mai mare întreprindere a Republicii Moldova.

## Caracteristici
Lungimea totală a rețelei de cale ferată administrată de CFM este de 1.232 kilometri din care 1.218 km reprezintă ecartament larg (1.520 mm) și 14 km cu ecartament normal (1435 mm). Pe căile ferate moldovene se circulă cu o viteză de până la 90-100 de km/h, pe multe porțiuni viteza maximă fiind de 60-70 km/h. Principalele joncțiuni feroviare ale Republicii Moldova se află la Chișinău, Ungheni, Ocnița, Bălți și Basarabeasca. Legăturile externe directe cu Odesa (în Ucraina) la Marea Neagră și cu orașele românești Iași și Galați interconectează rețeaua republicană. 

## Istoric

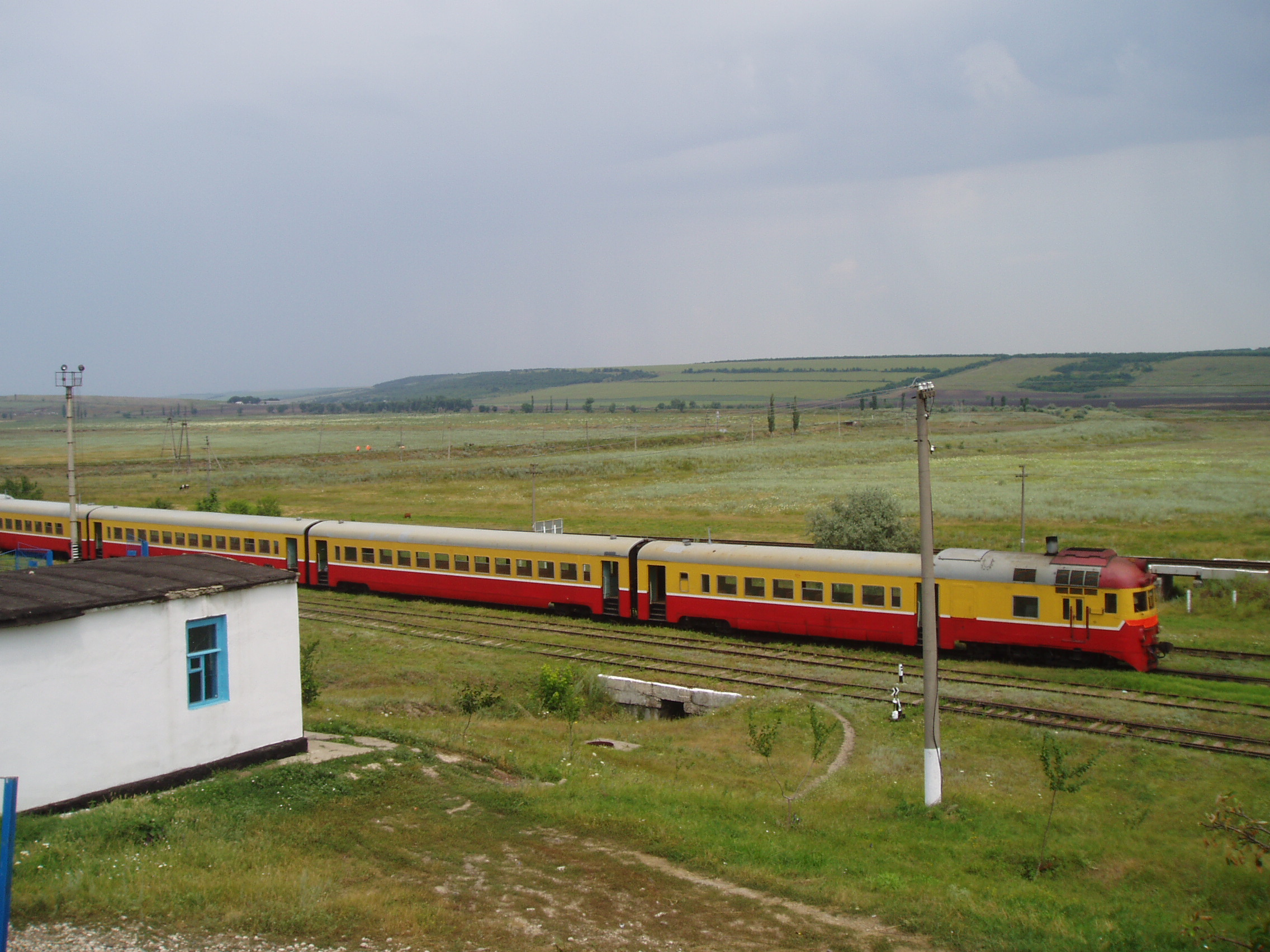
Tren diesel tipic folosit în Moldova

În perioada de după 1945, căile ferate basarabene au trecut la ecartament larg (1.520 mm, cu 85 mm mai mare decât cel normal, folosit în majoritatea țărilor lumii), dezvoltarea lor fiind de-a dreptul nesemnificativă, construindu-se doar o serie de secțiuni 
auxiliare . 
Prima linie de cale ferată, de pe teritoriul actual al Republicii Moldova, a fost construită în 1856 de la Razdelnaia până la Cuciurgan, peste 2 ani fiind prelungită până la Tiraspol, iar în 1871 – până la Chișinău și în 1879 până la Ungheni. Până la sfârșitul secolului XIX au fost construite linii Tighina – Galați și Rîbnița – Bălți – Noua Suliță. În timpul Primului Război Moldial, pentru asigurarea frontului din România cu armament și provizii, au fost deschise sectoarele Bălți – Ungheni, Bucovăț – Leușeni – Huși (ulterior demontată) și Basarabeasca-Prut. În perioada interbelică s-a construit linia Revaca – Zloți (ulterior demontată). După încetarea ceul de-al Doilea Război Mondial au fost edificate linia Prut – Cahul și traseele de la fabricile de zahăr Rediul Mare – Cupcini și Răuțel – Glodeni. 
Trecerea de la economia socialistă la economia de piață a produs schimbări economice importante, cu efecte imediate asupra transporturilor. Între anii 1990-2000 transportul feroviar de marfă din Republica Moldova s-a redus de la 15 la 1,5 miliarde de tone/km anual. În cursul aceluiași interval de timp calea ferată a pierdut, de asemenea, o parte considerabilă de pe piața transportului de călători: s-a ajuns de la 1626 la 315 milioane de călători/km anual. Criza căii ferate din Republica Moldova a atins perioada de vârf după anul 1998, când aceasta acumulase pierderi de 65 milioane lei, având datorii creditoare și 
debitoare în sumă de 620 milioane lei .
|                                  |  |  |
| Tren D1M DMU reconstruit în 2012 |  |  |

Urmare pierderii filialelor sale din Tiraspol și Râbnița, precum  și a nodului feroviar Tighina în august 2004,  ÎS „Calea Ferată din Moldova” a recurs  la construirea unei linii secundare de cale ferată, Revaca – Căinari, cu o lungime de 45 kilometri. Astfel s-a înlesnit efectuarea traficului de mărfuri și călători ocolind zona de conflict, până în prezent transportându-se pe acest tronson peste 2,5 milioane tone de mărfuri. În 2008 sunt finalizate lucrările de construcție a tronsonului feroviar Cahul-Giurgiulești cu o lungime de 52 de kilometri.

### Transport național
- Trenul Diesel D1 -736 DMU (unitate multiplă diesel)
- Locomotiva CHME3
- Locomotiva M62
- Locomotiva 2ТЭ10М - (3ТЭ10М)
- Modificat si moderrnizat D1M DMU (unitate multiplă diesel)
- Locomotiva TE33AC
- Locomotiva ТГМ6

## Rute feroviare operate deCalea Ferată din Moldova

#### Transport intern:
- Chișinău - Ocnița
- Chișinău - Tighina
- Chișinău - Ungheni
- Chișinău - Căinari
- Bălți - Ocnița
- Bălți - Ungheni
- Bălți - Rogojeni
- Basarabeasca - Zloți

#### Transport extern:
- Chișinău -  Iași
- Chișinău -  Odessa (sezonal)
- Chișinău - Moscova (anulată ca urmare a războiului din Ucraina)
- Chișinău - Bucuresti
- Chișinău -  Kiev

## Directori generali

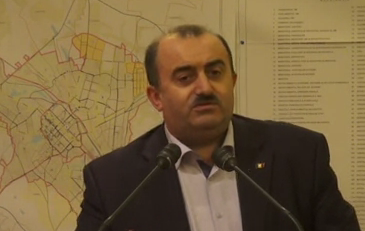
Fost Director CFM (2015 – 2020), Iurie Topală

- Miron Gagauz: 2000 – 2009
- Gheorghe Efrim: ianuarie[3] – aprilie 2010
- Ilie Țurcanu: aprilie 2010[4] – 17 martie 2011
- Sergiu Tomșa (interimar): 17 martie – 4 noiembrie 2011 [5]
- Vitalie Strună: 4 noiembrie 2011 – 20 iunie 2013[6]
- Sergiu Tomșa (interimar)[6]: 20 iunie – 20 august 2013
- Andrei Domașcan: 20 august 2013 – februarie 2014[7]
- Eugen Baleca: august 2014 – 2 martie 2015[7]
- Vladimir Cebotari: aprilie – iulie 2015
- Iurie Topală: august 2015 – 2020[8]
- Adrian Onceanu (interimar): 15 Iunie 2020 – 31 mai 2021
- Oleg Tofilat: 1 Iunie 2021 - prezent

## Număr de angajați
- 2011: 12.000[9]
- 2012: 11.600[10]
- 2014: 10.303[11]

Începând cu anul 2012, peste 3.000 de angajați urmau să fie disponibilizați în cadrul reformei întreprinderii.

## Palatul de cultură al feroviarilor

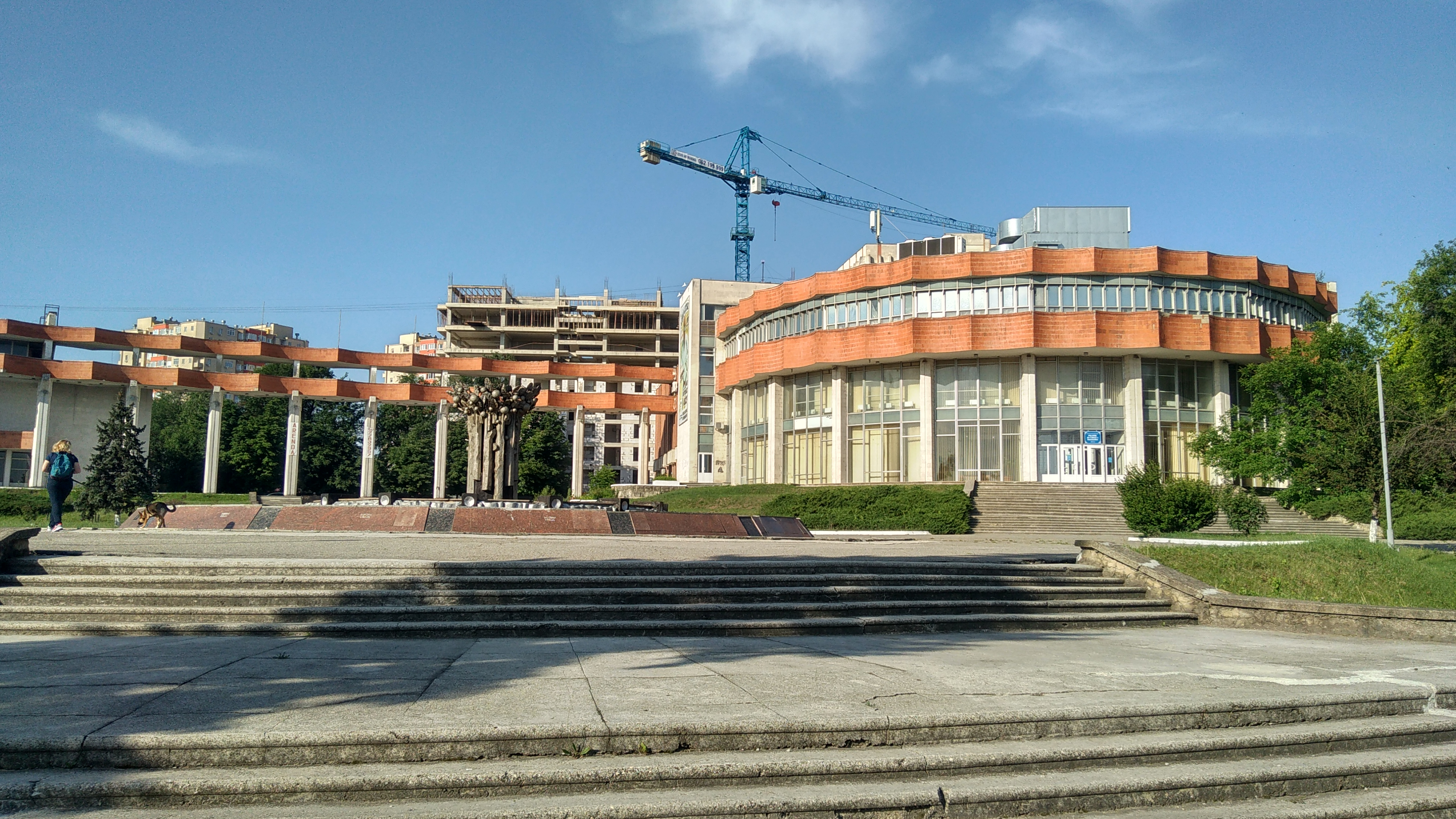
Palatul de cultură al feroviarilor și scuarul

Palatul de cultură al feroviarilor este o clădire din Chișinău, construită în 1980 după planurile arhitecților Semion Șoihet și Abram Vaisbein⁠(d). Aparține întreprinderii Calea Ferată din Moldova. Palatul găzduiește diverse concerte, expoziții de artă, concursuri, cursuri, evenimente sportive etc., asociate mai ales cu lucrătorii Căilor Ferate. Spațiile Palatului de cultură a feroviarilor sunt folosite de diverse colective de dans și sportive din Chișinău. În scuarul din fața clădirii este amenajat un havuz, nefuncțional în prezent.